# Cerro Garabitas
El Cerro Garabitas és un turó situat al parc madrileny de la Casa de Campo. Aquest lloc va ser l'escenari de diverses batalles durant la Guerra Civil en la Batalla de Madrid. Aquest turó, per ser un dels punts més elevats de la Casa de Campo amb els seus 677 metres de cota, va ser lloc de la ubicació de les bateries artilleres que des de començaments del mes de desembre de 1936 bombardejaria Madrid. Durant el període de la contesa es va intentar aconseguir aquesta posició estratègica a fi de detenir el bombardeig sobre Madrid, però l'intent va ser infructuós al llarg del període 1936-1939. Avui dia al cim del turó hi ha una torre de vigilància per als guardes del parc.

## Història
En la història de l'urbanisme de Madrid aquest turó ha tingut diverses funcions, una d'elles proposta per l'arquitecte Palacios per a unir amb un funicular el turó amb la Montaña del Príncipe Pío. El trajecte proposat era un dels més llargs d'Europa. Finalment el projecte no es va aconseguir realitzar quedant en l'oblit. Aquest turó és objecte de llegendes urbanes com el que solien dir en el segle xix, en aquestes llegendes s'afirma que és l'últim lloc que visiten les ànimes dels morts abans d'abandonar aquest món.

### Guerra Civil
Les tropes dels revoltats manades pel General Varela que avançaven el 10 de novembre de 1936 per la Casa de Campo tenien la intenció d'assaltar Madrid des d'aquesta posició. Les tropes republicanes de la XI Brigada Internacional van intentar tallar les comunicacions tallant l'accés a la Ciutat Universitària al mateix temps que aconseguien l'accés al turó. L'arribada de successius reforços procedents d'Albacete per part de l'exèrcit de la República no van poder evitar que les tropes revoltades prenguessin aquest turó el dia 13 de novembre (prenent-se igualment els vèrtexs de Paquillo i Basurero). L'anarquista Buenaventura Durruti i la Columna Durruti va ser assignada a aquest sector i finalment després de forts combats la columna va ser minvada en els seus intents d'aconseguir el turó. El dia de nit de cap d'any de 1936 els artillers van disparar dotze projectils dirigits a la Puerta del Sol.
Entre el 10 al 14 d'abril de 1937 diverses Brigades mixtes republicanes van intentar prendre el Turó Garabitas, sense èxit. De fet, durant els combats va morir el comandant de la 2a Brigada Mixta, el major de milícies Jesús Martínez de Aragón.

### Postguerra
Ja en l'època de la postguerra el turó es converteix en celebració dels militars vencedors. A poc a poc el lloc va perdre la significació que va tenir en els períodes de contesa i es va instal·lar en ell una torre de vigilància per a ús dels guardes forestals de la zona.

## Característiques
A la Casa de Campo i des d'un lloc anomenat Cuatro Caminos es puja al Cerro Garabitas. La cota de 677 metres li converteix en una de les zona més altes de la Casa de Campo. La cota més alta és la Porta de Somosaguas amb 690 metres. En l'actualitat i des del cim del turó existeix una torre de vigilància per als guardes del parc. Des d'allí es domina perfectament Madrid. En l'actualitat és una ruta de senderisme.